# Takatarō Kimura
Takatarō Kimura (木村 鷹太郎, Kimura Takatarō), né le 12 octobre 1870 à Uwajima dans la préfecture d'Ehime et mort le 18 juillet 1931, est un historien, philosophe, linguiste et traducteur japonais.
Kimura est formé au lycée dépendant de l'université Meiji Gakuin puis à l'université de Tokyo. Il enseigne ensuite l'anglais à l'École d'officiers de l'armée japonaise.
Kimura est le premier traducteur de l'œuvre complet de Platon en japonais. Kimura défend l'origine commune des mythologies grecque et japonaise et étend cette origine commune à la langue, à l'histoire, à la religion et à la société des deux civilisations. Kimura écrit aussi des études sur les mythologies grecque et latine,.
Il est aussi l'un des promoteurs d'un nationalisme spécifiquement japonais appelé Nihonshugi (日本主義). Avec Inoue Tetsujirō, Kimura fonde la Société du Grand Japon (大日本協会) en mai 1897. Ils défendent un nationalisme japonais qui juge les valeurs et idéaux étrangers comme inférieurs et dangereux, qui promeut la supériorité japonaise, et qui s'oppose aux nationalistes chrétiens (en particulier Uchimura Kanzō) lesquels critiquent la nature shintoiste de l'État japonais et le rôle de l'empereur,.